# 航空兵大将
航空兵大将 (ドイツ語: General der Flieger〈ゲネラル・デア・フリーガー〉) は、ドイツ国防軍の空軍の兵科大将。
現代のNATO階級符号でOF-8に相当する「三つ星の将官」で、アメリカ軍では中将に相当する。

## 一覧
- アレクサンダー・アンドレ（英語版） (1888–1979)
- カール・バーレン（ドイツ語版） (1890–1956)
- ヘルムート・ビーネック（ドイツ語版） (1887–1972)
- カール＝ハインリヒ・ボーデンシャッツ (1890–1979)
- ヴァルター・ボーニッケ（英語版） (1895–1947)
- ルドルフ・ボーガッチュ（英語版） (1891–1970)
- アルフレート・ビューロヴィウス（英語版） (1892–1968)
- フリードリッヒ・クリスチャンセン (1879–1972)
- フリードリヒ・フォン・コッヒェンハウゼン（ドイツ語版） (1879–1946)
- ヨアヒム・ケーラー（英語版） (1891–1955)
- ハインリヒ・ダンケルマン（英語版） (1887–1947)
- パウル・ダイクマン（英語版） (1898–1981)
- エーゴン・デールストリンク（ドイツ語版） (1890–1965)
- エデュアルト・ドランスフェルト（ドイツ語版） (1883–1964)
- カール・ドラム（ドイツ語版） (1893–1968)
- カール・エーベルト（ドイツ語版） (1877–1952)
- ヘルムート・フェルミー（英語版） (1885–1965)
- マルティン・フィービッヒ（英語版） (1891–1947)
- ヨハネス・フィンク（英語版） (1895–1981)
- ファイト・フィッシャー（ドイツ語版） (1890–1966)
- ヘルムート・フェルスター (1889–1965)
- ステファン・フレーリッヒ（英語版） (1889–1978)
- ヘリベルト・フュッター（ドイツ語版） (1894–1963)
- ハンス＝フェルディナント・ガイスラー (1891–1966)
- ウルリヒ・グラウアト（英語版） (1889–1941、上級大将に進級)
- ヴィルヘルム・ヘーネルト（英語版） (1875–1946)
- ハンス・ハルム（ドイツ語版） (1879–1957)
- フリードリッヒ＝カール・ハーネッセ（ドイツ語版） (1892–1975)
- ヴィリー・ハルミャンツ（ドイツ語版） (1893–1983)
- オットー・ホフマン・フォン・ヴァルダウ（英語版） (1898–1943)
- ハンス・イェションネク (1899–1943、1942年に上級大将に進級)
- ヨーゼフ・カムフーバー (1896–1986)
- エーリッヒ・カーレウスキ（ドイツ語版） (1874–1947)
- グスタフ・カストナー＝キルドルフ（英語版） (1881–1945)
- レオンハルト・カウピッシュ (1878–1945)
- アルベルト・ケッセルリンク (1885–1960、元帥に進級)
- ウルリヒ・ケスラー（英語版） (1894–1983)
- カール・キッツィンガー（ドイツ語版） (1886–1962)
- ヴァルデマール・クレプケ（ドイツ語版） (1882–1945)
- ローベルト・クナウス（ドイツ語版） (1892–1955)
- カール・コラー (1898–1951)
- ヴェルナー・クライペ（英語版） (1904–1967)
- オットー・ランゲマイアー（ドイツ語版） (1883–1950)
- ヘルマン・フォン・デア・リート＝トムゼン（英語版） (1867–1942)
- アルフレート・マーンケ（ドイツ語版） (1888–1979)
- ヴィルヘルム・マイヤー（ドイツ語版） (1886–1950)
- ルドルフ・マイスター（英語版） (1897–1958)
- エアハルト・ミルヒ (1892-1972、元帥に進級)
- マックス・モーア（ドイツ語版） (1884–1966)
- ヴァルター・ムースホフ（ドイツ語版） (1885–1971)
- エーリッヒ・ペーターゼン（英語版） (1889–1963)
- クルト・プルークバイル（英語版） (1890–1955)
- マクシミリアン・リッター・フォン・ポール（英語版） (1893–1951)
- リヒャルト・プッツィアー（ドイツ語版） (1890–1979)
- エーリッヒ・クヴェーデ（ドイツ語版） (1883-1959)
- ゲオルク・リーケ（ドイツ語版） (1894–1970)
- ハンス・リッター（ドイツ語版） (1893–1991)
- ヒューゴ・シュミット（ドイツ語版） (1885–1964)
- ヴィルヘルム・シューベルト（ドイツ語版） (1879–1972)
- ユリウス・シュルツ（ドイツ語版） (1889–1975)
- カール・フリードリッヒ・シュヴァイクハルト（ドイツ語版） (1883–1968)
- ハンス＝ゲオルク・フォン・ザイデル（英語版） (1891–1955)
- ハンス・ザイデマン（英語版） (1902–1967)
- ハンス・シーブルク（ドイツ語版） (1893–1976)
- ヴィルヘルム・シュパイデル（ドイツ語版） (1895–1970)
- アルベルト・フィーアリンク（ドイツ語版） (1887–1969)
- ベルンハルト・ヴァーバー（ドイツ語版） (1884–1945)
- ヴァルター・ヴェッケ（ドイツ語版） (1885–1943)
- ラルフ・ヴェンニンガー（ドイツ語版） (1890–1945)
- ヘルムート・ヴィルベルク（ドイツ語版） (1880–1941)
- ヴィルヘルム・ヴィンマー（ドイツ語版） (1889–1973)
- ボド・フォン・ヴィッツェンドルフ（ドイツ語版） (1876–1943)
- ルートヴィヒ・ヴォルフ (大将)（ドイツ語版） (1886–1950)
- コンラート・ツァンダー（ドイツ語版） (1883–1947)